# Dreibeinlauf

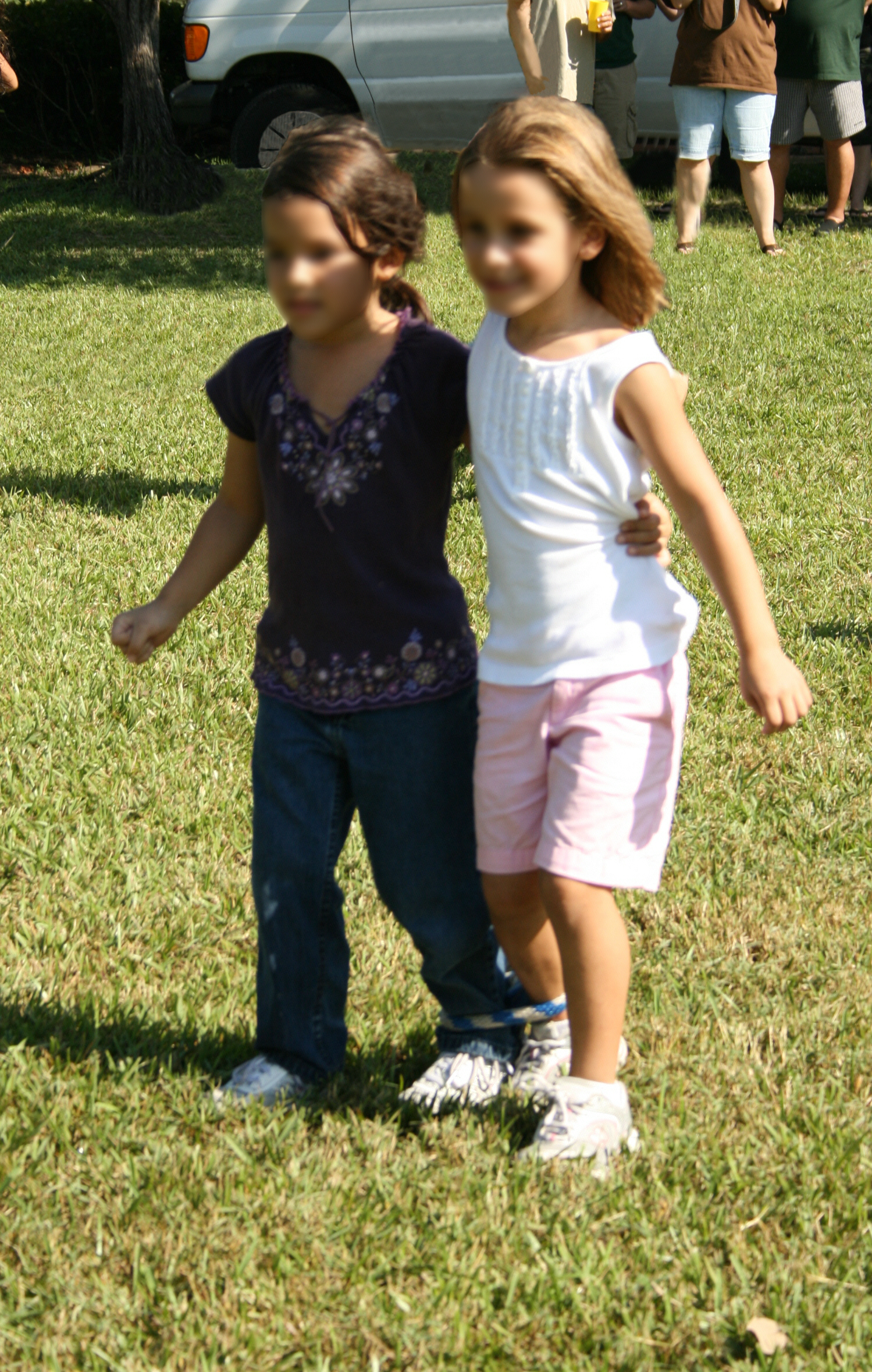
Junge Dreibeinläufer

Der Dreibeinlauf war bereits im Mittelalter als Spiel geläufig und ist eine traditionelle Sportart des späten 19. und frühen 20. Jahrhunderts, die heutzutage als leichtathletische Laufübung im Bereich des Schulsports und vor allem als Wettlaufspiel von Kindern bekannt ist. Bei jeweils zwei nebeneinanderstehenden Teilnehmern wird das je benachbarte Bein im Unterschenkelbereich zusammengebunden, so dass sie zusammen ein „dreibeiniges Wesen“ ergeben. Die so gebildeten Paare versuchen in einem Wettlauf über eine Kurzstrecken-Distanz als Erste ins Ziel zu gelangen.

## Geschichte
Dreibeinlauf gehörte im Mittelalter zu den Spielen, mit denen Kinder – die damals oft bereits ab dem sechsten Lebensjahr als arbeitsfähig galten – auf spielerische Weise auf die Arbeitswelt der Erwachsenen vorbereitet wurden. Auch als Wettkampf hat Dreibeinlauf eine lange Tradition: Ende des 19. und Anfang des 20. Jahrhunderts, als beispielsweise auch Tauziehen noch olympische Disziplin war, galt der Dreibeinlauf als ernst zu nehmende Sportart.
Ein Weltrekord im 100-Meter-Dreibeinlauf wurde 1896 von den deutschen Läufern Ernst Schultze und Emil Wernicke vom Berliner FC Germania 88 aufgestellt, die für die Distanz eine Zeit von 12,8 Sekunden benötigten. Noch schneller waren am 17. November 1906  Harry L. Hillman und Lawson Robertson (USA), die über die etwas längere 110-Yards-Strecke nur 12,6 Sekunden benötigten. Die Tatsache, dass es sich bei beiden um olympische Medaillengewinner handelte, zeigt, dass Dreibeinlauf seinerzeit durchaus von ernsthaften Athleten wettkampfmäßig betrieben wurde. Über die 50-Meter-Distanz holten Dirk Lübeck und Thomas Raabe in 6,6 Sekunden den Weltrekord in Ost-Berlin am 6. April 1986.
Der historische Lauf wird heutzutage gelegentlich im Rahmen von Sportfesten etc. ausgetragen, wobei neben dem Wettkampfcharakter der „Wettstreit von dreibeinigen Wesen“ teils auch als Beitrag zum Unterhaltungsprogramm dient. So wurde zum Beispiel zum Abschluss eines Festes anlässlich des 100-jährigen Bestehens des Berliner Leichtathletik-Verbandes im Jahre 2004 ein 100-Meter-Dreibeinlauf gestartet.
Im Rahmen von Übungen der leichtathletischen Bewegungsabläufe gehört der Dreibeinlauf zu den historischen Formen der Leichtathletik im Schulsport. Als Lauf- und Koordinierungsübung hat er auch heute noch Bedeutung bei spielerischen Läufen und Laufspielen im schulischen Sportunterricht. Darüber hinaus gehört der Dreibeinlauf als „Klassiker“ zum Standardrepertoire von schulischen Sportfesten und -tagen. Im Behindertensport wird er bei Übungen mit Partner eingesetzt, wie zum Beispiel bei dem infolge seiner hohen therapeutischen Wirkung oft angebotenen Trampolinturnen für Behinderte.
Bekannt und beliebt ist der Dreibeinlauf heutzutage vor allem auf Kinderfesten jeglicher Art sowie bei Kinder- und Jugendfreizeiten und Aufenthalten in Schullandheimen und Ferienlagern etc. Darüber hinaus gilt er als ein beliebtes Partyspiel und wird auch auf Veranstaltungen mit „Mitmachcharakter“, wie zum Beispiel auf Betriebs-, Bürger-, Straßen- und Spielfesten etc., oft für alle Altersklassen angeboten.

## Beschreibung

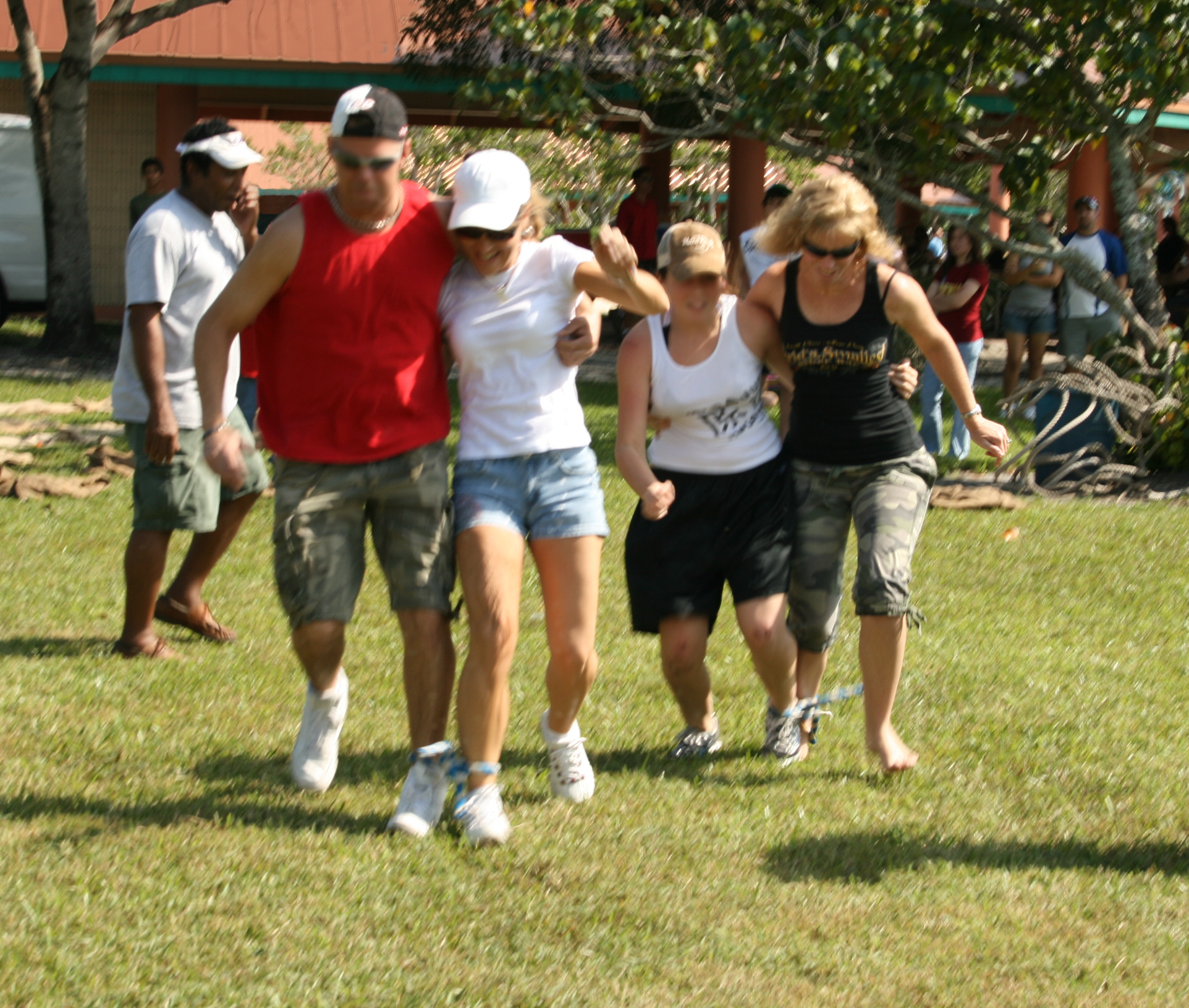
Dreibeinlauf als Wettkampf von zwei Paaren (bei einem Betriebsfest in Doral in Florida, USA, 2007).

### Vorbereitung und Zubehör
Die Vorbereitung ist gering. Die Unterschenkel der je benachbarten Beine der Schulter an Schulter nebeneinander stehenden Läufer werden zusammengebunden, meist knapp oberhalb des Knöchelbereiches, teils auch noch ein zweites Mal im Schienbeinbereich.
Als „Fußbinden“ eignen sich Abschnitte von Seilen, dicken Schnüren oder Stoffstreifen. Letztere empfehlen sich wegen der geringeren Verletzungsgefahr, weshalb teilweise auch Klettbänder verwendet werden. Beim Laufen haken die beiden Läufer die je benachbarten Arme ineinander und können sich so gegenseitig stützen.
Die Laufbahn wird je nach Örtlichkeit mit meist einfachen Mitteln markiert und abgesteckt.

### Mitspieler und Regeln
Im Normalfall bilden je zwei Läufer bzw. Mitspieler ein Paar, ein „dreibeiniges Wesen“. Um einen Wettkampf von zwei Paaren gegeneinander führen zu können, sind somit mindestens vier Läufer bzw. Mitspieler erforderlich. Die Gesamtzahl der Teilnehmer ist beliebig hoch, wobei auch zwei oder mehrere Mannschaften gegeneinander antreten können, die jeweils aus einer gleich hohen Anzahl von Zwei-Personen-Teams bestehen.
Da bei Stürzen sowie beim Umfallen oder Umknicken eine erhöhte Unfallgefahr besteht, ist Dreibeinlauf erst für ein Alter ab etwa 10 Jahren geeignet. Bei ausreichender Anleitung und Aufsicht kann er aber auch von jüngeren Altersklassen durchgeführt werden, dann meist über kürzere Distanzen und auf einem Untergrund mit geringerer Verletzungs- und Unfallgefahr, wie zum Beispiel auf Rasenflächen.
Üblich sind Distanzen von etwa 50 Meter, teils wird auch die historische Distanz von 100 Meter ausgetragen. Die Dauer bei Wettlaufspielen von Kindern beträgt etwa drei Minuten; bei sportlicher Austragung von Dreibeinlauf-Wettkämpfen ergeben sich je nach Distanz kürzere Laufzeiten. Die schnellere – und meistens geschicktere – Mannschaft gewinnt. Es kommt beim Dreibeinlauf vor allem darauf an, dass die beiden Teilnehmer ihren Bewegungsablauf koordinieren und auf den Partner Rücksicht nehmen. Dabei bestimmt die langsamere Person die Schnelligkeit.

## Wettkampf- und Spielvarianten

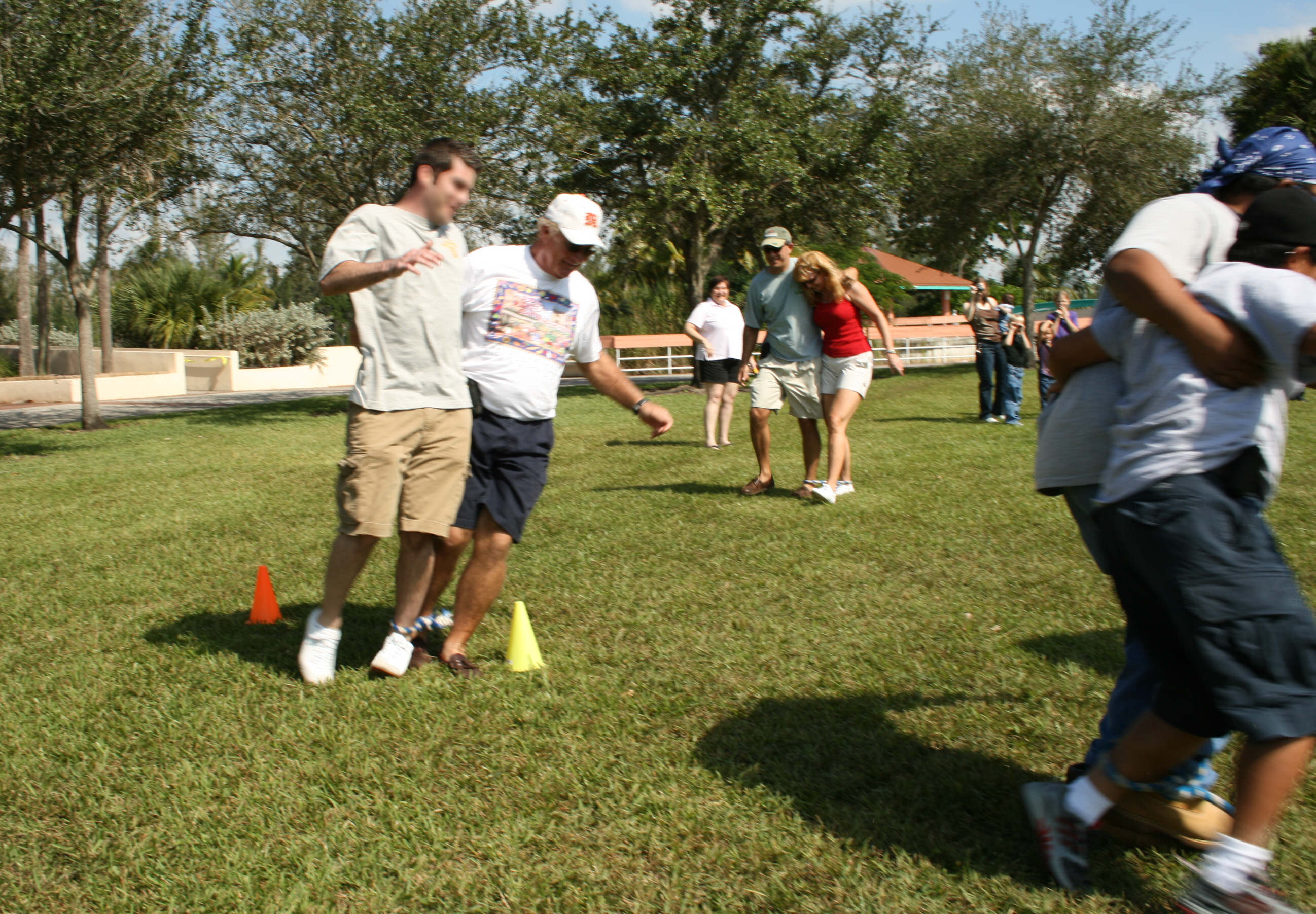
Variante als „Hindernislauf“ auf einem mit Plastik-Hütchen markiertem Parcours (bei einem Betriebsfest in Doral in Florida, USA, 2007).

Als Wettkampf oder Laufspiel wird Dreibeinlauf in gerader Strecke über die gewünschte Distanz durchgeführt, meist als Wettrennen der Mannschaften gegeneinander. Teils werden auch die Zeiten gestoppt, zum Beispiel bei Spiel- und Sportfesten mit einzelnen Stationen. Als Abwandlung des Wettkampfes bzw. Spiels können auch mehr als zwei Personen zu einer Kette zusammengebunden werden.
Der Dreibeinlauf kann mit anderen Laufspielen kombiniert werden, wie zum Beispiel mit einem Staffellauf oder mit der Spielform „Kistenkreisen“, bei der unterschiedlich weit entfernte Zielpunkte („Kisten“) in Form eines Staffellaufes nacheinander von den einzelnen Läufern einer Mannschaft umrundet werden müssen.
Als Variante kann ein Hindernislauf durchgeführt werden, wobei der Parcours meist mit einfachen Mitteln markiert wird. Weitere Varianten sind, dass die Paare als zusätzliches Handicap die Strecke hüpfend zurücklegen, was bedeutend schwieriger ist, sowie eine mit dem Sackhüpfen verwandte Spielform: Anstatt die Beine zusammen zu binden, stecken je zwei Teilnehmer ihre benachbarten Beine zusammen in einen leeren Sack, der ihnen bis kurz vor dem Schritt reicht. Das Ziel müssen sie erreichen, indem sie den Sack mit den Händen nach oben ziehen und so gemeinsam – mit dem „Mittelbein leicht hüpfend“ – um die Wette rennen.
Alternativ zu einem Wettlauf kann auch ein Fußballspiel als Dreibeinlauf gespielt werden.